# Bataille de Hastenbeck
Guerre de Sept Ans
Batailles
- Minorque (navale) (1756)
- Pirna (1756)
- Lobositz (1756)
- Reichenberg (1757)
- Prague (1757)
- Kolin (1757)
- Hastenbeck (1757)
- Gross-Jägersdorf (1757)
- Moys (1757)
- Rochefort (1757)
- Rossbach (1757)
- Breslau (1757)
- Leuthen (1757)
- Carthagène (navale) (1758)
- Olomouc (1758)
- Saint-Malo (1758)
- Rheinberg (1758)
- Krefeld (1758)
- Domstadl (1758)
- Cherbourg (1758)
- Zorndorf (1758)
- Saint-Cast (1758)
- Tornow (1758)
- Lutzelberg (1758)
- Hochkirch (1758)
- Bergen (1759)
- Kay (1759)
- Minden (1759)
- Kunersdorf (1759)
- Neuwarp (navale) (1759)
- Hoyerswerda (1759)
- Baie de Quiberon (navale) (1759)
- Maxen (1759)
- Meissen (1759)
- Glatz (1760)
- Landshut (1760)
- Corbach (1760)
- Emsdorf (1760)
- Dresde (1760)
- Warburg (1760)
- Liegnitz (1760)
- Rhadern (1760)
- Berlin (1760)
- Kloster Kampen (1760)
- Torgau (1760)
- Belle-Île (1761)
- Langensalza (1761)
- Cassel (1761)
- Grünberg (1761)
- Villinghausen (1761)
- Ölper (1761)
- Kolberg (1761)
- Wilhelmsthal (1762)
- Burkersdorf (1762)
- Lutterberg (1762)
- Reichenbach (1762)
- Almeida (1762)
- Valencia de Alcántara (1762)
- Nauheim (1762)
- Vila Velha de Ródão (1762)
- Cassel (1762)
- Freiberg (1762)

- Jumonville Glen (1754)
- Fort Necessity (1754)
- Fort Beauséjour (1755)
- 8 juin 1755
- Monongahela (1755)
- Petitcoudiac (1755)
- Lac George (1755)
- Fort Bull (1756)
- Fort Oswego (1756)
- Kittanning (1756)
- En raquettes (1757)
- Pointe du Jour du Sabbat (1757)
- Fort William Henry (1757)
- German Flatts (1757)
- Lac Saint-Sacrement (1758)
- Louisbourg (1758)
- Le Cran (1758)
- Fort Carillon (1758)
- Fort Frontenac (1758)
- Fort Duquesne (1758)
- Fort Ligonier (1758)
- Québec (1759)
- Fort Niagara (1759)
- Beauport (1759)
- Plaines d'Abraham (1759)
- Sainte-Foy (1760)
- Neuville (1760)
- Ristigouche (navale) (1760)
- Mille-Îles (1760)
- Signal Hill (1762)

- Cap-Français (1757)
- Martinique (1759)
- Guadeloupe (1759)
- Dominique (1761)
- Martinique (1762)
- Cuba (1762)

- Chandernagor (1757)
- Plassey (1757)
- Gondelour (1758)
- Négapatam (navale) (1758)
- Condore (1758)
- Madras (1758)
- Pondichéry (navale) (1759)
- Masulipatam (1759)
- Chinsurah (1758)
- Wandiwash (1760)
- Pondichéry (1760-1761)
- Manille (1762)

- Saint-Louis (1758)
- Gorée (1758)
- Gambie

La bataille de Hastenbeck (également écrit Haastembeck) a lieu pendant la guerre de Sept Ans, le 26 juillet 1757 près du village de Hastenbeck et de la ville d'Hamelin. Les forces alliées du Hanovre, de Hesse-Cassel et Brunswick doivent concéder la victoire à une armée française, victoire qui débouche sur la convention de Klosterzeven et l’occupation de Hanovre.

## Contexte de la guerre de Sept Ans
La France, alliée avec l’Autriche, la Russie, la Suède et la Saxe, traverse le Rhin en avril 1757 avec deux armées totalisant 100 000 soldats, pour attirer la Prusse, alliée de la Grande-Bretagne et du Hanovre hors du théâtre de Bohême où la Prusse et l’Autriche s’étaient affrontés lors de plusieurs batailles (Lobositz, Prague, Kolin).

## Campagne précédant la bataille
L’une des armées françaises sous le commandement du Charles de Rohan, prince de Soubise, marche à travers l’Allemagne centrale. Elle se joint à la « Reichsarmee » commandée par le prince von Hildburghausen qui est ensuite battu par une armée prussienne à la bataille de Rossbach le 5 novembre 1757.
L’autre armée française est commandée par Louis Charles César Le Tellier, maréchal d'Estrées (50 000 fantassins, 10 000 cavaliers et 68 canons). Elle avance à travers l’électorat de Hanovre. La Prusse étant occupée ailleurs, seuls six régiments d’une garnison participent à cette campagne. L’armée de Hanovre (pour 60 %) et de Hesse (25 %) et quelques troupes de Brunswick forment l’armée hanovrienne d’observation d’environ 40 000 hommes. Elle est commandée par le prince Guillaume Auguste, duc de Cumberland.
Hanovre refuse de défendre le Rhin pour se replier derrière la Weser obligeant les Prussiens à abandonner leur forteresse et la ligne de la Lippe en avril. Cumberland concentre d’abord son armée à Bielefeld, puis fait retraite à Brackwede avant de traverser la Weser au sud de Minden. L’idée est d’utiliser la rivière comme ligne de défense mais en été elle est facilement passable à gué.
Pendant la nuit du 7 juillet un fort détachement français traverse la Weser près de la ville de Beverungen qui va vers le nord et établit une tête de pont à Höxter permettant au reste de l’armée de passer, ne laissant à Cumberland d’autre choix que de déployer ses forces au sud de Hamelin et engager d'Estrées sans pouvoir compter sur l’appui de Frédéric II qui venait de perdre la bataille de Kolin.

## Bataille
Les deux armées se rencontrent finalement au matin du 25 juillet près du village d'Hastenbeck. Le commandant de l'aile droite française, le général François de Chevert, est chargé d'engager les troupes hanovriennes mais ne parvient pas à les repousser. D'Estrées décide alors de repousser la bataille au lendemain car l'aile gauche française, sous le duc de Broglie, est encore en train de traverser la Weser près d'Hamelin.
Le lendemain, les Hanovriens tiennent une ligne de Hamelin jusqu'au village de Voremberg, avec leur centre au nord d'Hastenbeck et leur gauche sur l'Obensburg (de), une colline que Cumberland considère comme infranchissable et ne défend que faiblement en y déployant trois compagnies. À l'aube, le général Chevert entame un mouvement tournant avec 4 brigades. Vers 9 heures, il se lance à l'assaut de l'Obensburg à la tête des régiments de Picardie, de Navarre, de La Marine, d'Eu et d'Enghien submergeant rapidement les grenadiers de Brunswick, de Hesse et de Hanovre. Le duc de Cumberland, voyant sa position menacée par l'arrière, fait donner sa réserve pour reprendre l'Obensburg, accompagnée des derniers bataillons de grenadiers chargés de protéger les canons placés au centre. Quand les Français donnent l'assaut sur les batteries de canons, celles-ci repoussent plusieurs attaques mais finissent par être prises faute de défenseurs. Dans le même temps, une colonne hanovrienne arrive sur l'Obensburg et l'occupe à nouveau mais ne peut s'y maintenir car ce mouvement, qui génère un flottement dans l'armée française, permet au duc de Cumberland de battre en retraite sans être inquiété.
Au total, près de trois mille hommes sont restés sur le champ de bataille dont un millier de Français tués et autant de blessés.
La convention de Kloster Zeven et l'occupation de Hanovre par les Français sont les conséquences directes de cette bataille.

## Source
- Lapray, Olivier. Campagne de 1757 en Westphalie. Hastenbeck. Amazon, 2020.
- Valfons, Charles de Mathei marquis de. Souvenirs du marquis de Valfons, vicomte de Sebourg, lieutenant-général des armées du Roi (1710-1786). Émile Paul, 1907.